# Anguillara Sabazia
Anguillara Sabazia és una ciutat i comune (municipi) de la ciutat metropolitana de Roma, a la regió italiana del Laci, situat uns 30 km al nord-oest de Roma. S'assenta sobre la costa del Llac de Bracciano; el seu centre medieval i la seva platja el converteixen en un destí popular per als turistes. L'1 de gener de 2018 tenia 19.426 habitants.

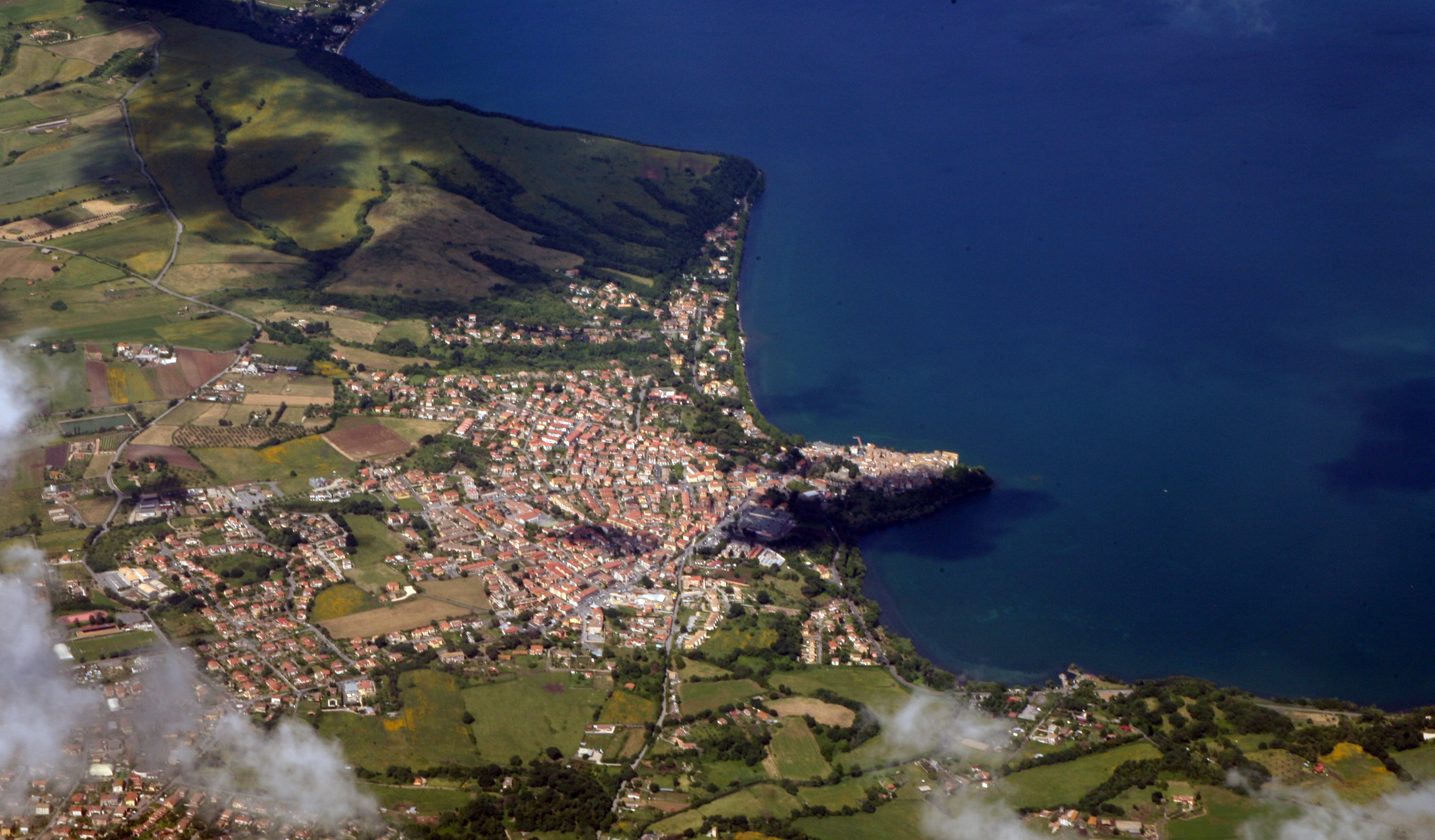
Anguillara Sabazia al llac de Bracciano, 2014

A uns 3 km a l'est de la ciutat es troba el petit llac volcànic de Martignano, també popular entre els turistes. Els dos llacs i els voltants han estat declarats parc regional i estan sota un estricte control naturalista.
Limita amb els municipis següents: Bracciano, Campagnano di Roma, Cerveteri, Fiumicino, Roma i Trevignano Romano.